# March Madness Part 3
Big Mike & Papoose – March Madness Part 3 – mixtape powstały w wyniku współpracy dwóch amerykańskich raperów: Big Mike’a i Papoose’a. W nagraniu uczestniczyli też członkowie grupy D-Block oraz The Game i Cam’ron.

## Lista utworów
1. "The Nacirema Intro" (Papoose)
2. "Brooklyn" (World Premiere) (Papoose)
3. "It’s Over (Laughin’ All The Way To The Bank" (Papoose)
4. "Exclusive Interview (Speaks On Young Buck Leaving G-Unit & The Fall Of G-unit)" (50 Cent)
5. "All The Way To The Bank" (50 Cent featuring Tony Yayo)
6. "Bodybags" (Tony Yayo diss) (The Game)
7. "Suga Dooga" (Duke Da God featuring Cam’ron)
8. "Streets Gonna Love Me" (Hell Rell)
9. "Favorite Things" (Juelz Santana featuring Lil Wayne)
10. "Upgrade You" (Lil Wayne)
11. "My Thang" (Lil Wayne)
12. "Shine" (Styles P featuring Sheek Louch)
13. "Leave Me Alone" (Styles P featuring Bully)
14. "U Can’t Fake Consistency Interlude" (Papoose)
15. "Victory 2007" (Papoose)
16. "Guns And Shanks (Not On Album)" (Prodigy featuring The Alchemist)
17. "The Game Changed" (Remo Da Rapstar)
18. "I’m Back" (Jae Millz)
19. "Stuck You" (Gravy)
20. "Ratchet Out" (Lil Wayne)
21. "Lean" (Lil Wayne)
22. "Reppin' Me" (Lil Wayne)
23. "Together Forever" (Tony Moxberg) (Produced by Heat Makers)
24. "I Did It" (Termanology) (Produced by Hi-Tek)
25. "The Best There Is" (G Kid featuring Ransom)
26. "HipHop" (Rawdoggs)
27. "Freestyle" (Miliano (Conn Artists))
28. "The American Dream (Outro)" (Papoose)